# ایوان ریمی
ایوان میچل ریمی (انگلیسی: Ivan Mitchell Raimi؛ زادهٔ ۲۱ ژوئن ۱۹۵۶) پزشک متخصص طب اورژانس و فیلمنامه‌نویس آمریکایی است. او برادر سم ریمی فیلمساز و تد ریمی بازیگر است. ایوان در شیکاگو به کار پزشکی طب اورژانس می‌پردازد و گهگاه برای کار در هالیوود به لس آنجلس سفر می‌کند.